# DDT (hudební skupina)
DDT (v cyrilici ДДТ) je sovětská a ruská rocková skupina založená v Ufě roku 1980. Frontmanem skupiny a autorem většiny písní je jediný stálý člen Jurij Ševčuk.
Název skupiny je převzat z názvu chemické látky DDT  (dichlordifenyltrichlorethan, insekticid). Název je také vysvětlován jako zkratka k "Дураки Дома техники" (= Hlupáci z Domu techniky) nebo "Дом детского творчества (= "Dům dětské tvorby" analogie Domu dětí a mládeže), což bylo místo prvních setkání pozdějších členů skupiny.
Původní sestava kapely:
- Jurij Ševčuk – zpěvák a kytarista
- Vladimír Sigačov – klávesy
- Rustem Asanbajev – kytarista
- Gennadij Rodin – baskytarista
- Rustam Karimov – bicí

## Historie
Na konci roku 1979 byl Jurij Ševčuk pozván na zkoušku hudebníků do místního Domů dětí a mládeže. Vlastní tvorbu hudebníci ještě neměli a tak hráli coververze hitů od Rolling Stones, Beatles a jiných rockových skupin. V té době si ještě neříkali "DDT", pouze "skupina vedená Gennadijem Rodinem".
V roce 1980 skupina nahrála v domácích podmínkách sedm skladeb, ze kterých bylo později sestaveno první album, DDT-1, které však s ohledem na nízkou kvalitu nebylo moc rozšířeno.
V roce 1982 Komsomolská pravda (ruské noviny) vyhlásila soutěž pro mladé zpěváky zvanou Zlatá ladička (Золотой камертон). DDT připravila a zaslala tři demonahrávky: Mimozemšťan (Инопланетянин), Černé slunce (Чёрное солнце) a Nestřílej (Не стреляй). Ve stejném roce skupina vydává své první páskové album Prase na duze (Свинья на радуге). Z hudebního hlediska to byla spíše experimentální práce a přes silné hard rockové znaky album také obsahovalo prvky rock and rollu, blues a country.
V této době byla sovětská hudební scéna, podobně jako československá, rozdělena jednak na oficiálně uznávané zpěváky, kteří měli možnost vstupu do Svazu hudebníků a oficiální patronát, a jednak na neoficiální muzikanty. Neoficiální zpěváci byli často vysoce profesionálními hudebníky, ale museli mít jinou práci.
V 80. letech v SSSR vznikly rozsáhlé sítě pro výměnu magnetických pásek, pomocí kterých se nahrávky neoficiálních hudebníků mohly rozšířit mezi lidmi (viz také samizdat). Tito „undergroundoví“ zpěváci se často stávali velice slavní a jejich neoficiální alba občas byla dokonce zmiňována v tisku. DDT v 80. letech balancovala mezi povoleným a nepovoleným statutem, více však nepovoleným.
Přihláška DDT k soutěži Zlatá ladička se dostala do finále a skupina byla pozvána na vystoupení na koncert v Moskvě spolu s dalším finalistou, čerepoveckou skupinou Rock-září (Рок-сентябрь). Brzy po soutěži DDT a tři členové Rock-září, Vjačeslav Kobrin (Вячеслав Кобрин), Jevgenij Belozerov (Евгений Белозеров) a Andrej Maslennikov (Андрей Масленников), nahráli a vydali společné páskové album Monolog v Saigonu (Монолог в Сайгоне - Saigon bylo neoficiální pojmenování již neexistující kavárny na Něvském prospektu č. 49 v tehdejším Leningradu, oblíbené místo setkávání tamní undergroundové scény).
Po nahrávce alba se Ševčuk a Sigačev vracejí do Ufy. Sigačev na čas odchází ze skupiny a Ševčuk sestavuje nové složení kapely ze stávajícího baskytaristy Rodina, bubeníka Sergeje Rudého, kytaristy Rustama Rezvanova a klávesníka Vladislava Storčilly. Výsledkem práce tohoto kolektivu bylo album Periferie (Периферия), nahrané v dubnu 1984. Po něm skupina získala značnou pozornost ze strany KGB, která začala stíhat členy kapely.
V květnu 1983 skupina měla úspěch na oficiálně povoleném třídenním festivalu Rock pro mír (Рок за мир) na moskevském stadiónu Lužniky. Jejich vystoupení však bylo vystřižené z televizního pořadu o této události.
Nějakou dobu Ševčuk strávil v Sverdlovsku (nyní Jekatěrinburg), kde zpíval se skupinou Urfin Džus. Oživení DDT se stalo jeho hlavním cílem po návratu Sigačeva. Spolu s ním začínají pracovat na novém programu.
V listopadu 1985 v Sverdlovsku nahrávají nové album Čas (Время). V roce 1986 se Ševčuk spolu s manželkou, synem a matkou stěhují do Leningradu a na počátku roku 1987 obnovuje DDT.
Do petrohradské sestavy skupiny patří:
- Nikita Zajcev – kytara, housle
- Vadim Kuryljov – baskytara
- Andrej Vasiljev – kytara
- Igor Docenko – bicí
- Andrej Muratov – klávesy
- Michail Černov – saxofon

DDT dotváří nový program a předvádí jej na festivalu pořádaném leningradským rockovým klubem v červnu roku 1987. Kapela vystupuje jako předposlední a na její koncert se do tisícimístného sálu nahrnulo více než 3000 diváků, což bylo nejlepším svědectvím popularity obnoveného DDT.
V létě 1988 skupina zopakovala úspěch na leningradském festivalu a vydala se na velké turné po SSSR od pobřeží Baltiky do Tichého oceánu. Během téhož léta se nahrává nové album, které dostalo název Obleva (Оттепель).
V roce 1989 kapela navštívila mnoho měst a spolu se skupinou Alisa vystoupila na rockovém festivalu v Maďarsku.
V roce 1990 DDT uskutečnila několik koncertů ve Spojených státech a Japonsku. Také se zúčastnila koncertu věnovaného památce Viktora Coje.
10. výročí skupiny (1991) bylo oslaveno novým albem, Plastun (Пластун). Další album následovalo na jaře téhož roku a jmenovalo se Herečka Jaro (Актриса весна). Píseň Co to je podzim (Что такое осень) se stala celonárodním hitem a dlouho zůstávala vizitkou skupiny.
Ke konci 1992 DDT dokončila vypracování nového koncertního programu Černý pes Petrohrad (Чёрный пёс Петербург) a s tímto programem v rámci velkého turné (prosinec 1992 – leden 1993) navštívila mnoho měst SNS.
27. května 1993 na výročí Petrohradu DDT uskutečnila volný koncert na Palácovém náměstí, na který přišlo 120 000 diváků. V létě téhož roku se skupina zúčastnila rockového festivalu Bílé noci Petrohradu (Белые Ночи Санкт-Петербурга) v Berlíně a na podzim byla oceněná prestižní cenou Ovace (Овация, místní analog Grammy) jako Nejlepší rocková skupina roku. Jurij Ševčuk byl přitom jmenován Nejlepší rockový zpěvák roku.
Na začátku roku 1995 bylo nahráno nové album, To je vše… (Это всё…). V lednu se Ševčuk vydává na mírovou misi do válečných oblastí v Čečensku, kde měl asi 50 koncertů pro ruské vojáky a v říjnu 1996 DDT v plném počtu uspořádali koncert v centru Grozného, na který přišli představitelé obou válčících stran.
25. června 1995 DDT vystoupili na svém sólovém koncertu na stadionu Petrovský, který navštívilo několik desítek tisíc fanoušků. Poté se kapela vydává na velké turné, které dostalo název Od a do (От и до). Koncem roku 1995 a v roce 1996 skupina pracuje v USA. Tam během února-března ve studiu Long View Farm v Massachusetts skupina nahrála své nové album, Láska (Любовь). K obvyklému složení kapely se navíc přidali baskytarista Igor Tichomirov a klávesista Dmitrij Galickij.
23. června 1996 DDT zorganizovala první vlastní festival, který se konal na stadionu Petrovský pod heslem „Naplňme nebe dobrotivostí“. Na festivalu vystoupili ruské rockové hvězdy, každá z nichž měla dle úmyslu organizátorů uvést několik začínajících či jen málo známých rockových muzikantů. V červenci 1996 skupinu opustil klávesista, vystřídal ho Konstantin „Kot“ Tichomirov.
V roce 1998 DDT uvedla svůj úplně nový program Svět číslo nula (Мир номер ноль), v němž překvapila fanoušky novým industriálním zněním a širokým využitím počítačových technologií. Ve stejnou dobu debutoval nový baskytarista kapely Pavel Borisov. Samotné album vyšlo již v roce 1999.
V květnu 1999 skupina představila posluchačům nový koncertní program Živý (Живой), stále však dává koncerty i s programem Svět číslo nula. V říjnu 1999 se vydává na své prvního velké turné po USA (New York, Washington, Boston, Chicago, Los Angeles, San Francisco), kde sklízí obrovský úspěch.
Na jaře 2000 do skupiny přichází jazzový trumpetista Ivan Vasiljev (Иван Васильев). V tomto roku vychází hned tři alba: Srpnová vánice (Метель августа), Zahvízdla (Просвистела) a jedno dvojité album nejlepších skladeb DDT v rámci série Legendy ruského rocku. 23. srpna umírá houslista a kytarista skupiny, Nikita Zajcev. Na podzim kapela začíná pracovat na novém programu
20:00 věnovaném 20. výročí skupiny a uvádí jej 1. listopadu v petrohradském Ledovém paláci.
V polovině roku 2001 znovu vychází na 15 CD dříve vydaná alba, přitom každé album se doplňuje vzácnými bonusovými nahrávkami. V polovině října 2001 DDT začíná zkoušky nového programu a nahrávání alba s pracovním názvem „Jedinočestvo“ (Единочество). 5. prosince skupina odjíždí na své třetí americké turné, které zahrnuje tři města v Kanadě a čtyři v USA.
V listopadu 2002 vyšlo album Jedinočestvo. Část 1 (Единочество. Часть 1).
23. května 2003, půl roku po vydání prvního dílu alba Jedinočestvo, vychází fanoušky očekávaná druhá část. Nahrávání alba Jedinočestvo. Část 2: Živý (Единочество. Часть 2: Живой) probíhalo od ledna 2002 v Petrohradu ve studiu DDT. Během přípravy kapelu opouští kytarista Vadim Kuryljov a na jeho místo přichází Alexej Fedičev.
V dubnu 2005 skupina DDT vydává album Nezvěstný (Пропавший без вести) a vydává se na turné pro podporu nového alba a vlastního 25letí. Během turnaje se uskutečnilo 47 koncertů ve městech Ruska, Ukrajiny, Běloruska, Německa, Izraele a Velké Británie.
V roce 2006 kapela začíná nahrávat nové album, poté téměř zastavuje koncertní činnost a vystupuje jen u zvláštních příležitostí.
19. dubna 2007 vychází nové album skupiny Překrásná láska (Прекрасная любовь), představující soubor nových a starých skladeb, které Ševčuk nahrál sólo s kytarou a které se dříve nevydávaly v studijních verzích, s výjimkou několika písní.

## Diskografie
| Česká transkripce       | Originální název                     | Překlad a poznámky                            | Rok vydání |
| ----------------------- | ------------------------------------ | --------------------------------------------- | ---------- |
| DDT-1                   | ДДТ-1                                | DDT-1 (nevydával se)                          | 1981       |
| Sviňja na radugě        | Свинья на радуге                     | Prase na duze                                 | 1982       |
| Kompromiss              | Компромисс                           | Kompromis                                     | 1983       |
| Periferija              | Периферия                            | Periferie                                     | 1984       |
| Vremja                  | Время                                | Čas                                           | 1985       |
| Ja polučil etu roľ      | Я получил эту роль                   | Dostal jsem tuto roli                         | 1988       |
| Ottěpeľ                 | Оттепель                             | Obleva                                        | 1990       |
| Plastun                 | Пластун                              | Plastun (viz)                                 | 1991       |
| Aktrisa Vesna           | Актриса Весна                        | Herečka Jaro                                  | 1992       |
| Čjornyj pjos Pětěrburg  | Чёрный пёс Петербург                 | Černý pes Petrohrad (koncertní album)         | 1993       |
| Eto vsjo…               | Это всё…                             | To je vše… (nebo také: To je všechno…)        | 1994       |
| Ljubov                  | Любовь                               | Láska                                         | 1996       |
| Roždjonnyj v SSSR       | Рождённый в СССР                     | Narozený v SSSR                               | 1997       |
| Mir nomer noľ           | Мир номер ноль                       | Svět číslo nula                               | 1999       |
| Prosvistěla             | Просвистела                          | Zahvízdla                                     | 1999       |
| Mětěľ avgusta           | Метель августа                       | Srpnová vánice                                | 2000       |
| Jedinočestvo I          | Единочество I. Мама, это рок-н-ролл? | Jedinočestvo I. Mamo, to je rock'n'roll?(viz) | 2002       |
| Jedinočestvo II. Živoj. | Единочество II. Живой.               | Jedinočestvo II: Živý.                        | 2003       |
| Pěsni                   | Песни                                | Písně (akustické album)                       | 2003       |
| Gorod běz okon. Vchod.  | Город без окон. Вход.                | Město bez oken. Vstup. (koncertní album)      | 2004       |
| Gorod běz okon. Vychod. | Город без окон. Выход.               | Město bez oken. Výstup. (koncertní album)     | 2004       |
| Propavšij běz věsti     | Пропавший без вести                  | Nezvěstný                                     | 2005       |
| Gljadi pěškom: The best | Гляди пешком: The best               | Koukej pěšky: The best                        | 2005       |
| Prekrasnaja ljubov      | Прекрасная любовь                    | Překrásná láska                               | 2007       |
| Inače / PS              | Иначе / PS                           | Jinak / PS                                    | 2011       |
| Prazračnyj              | Прозрачный                           | Průhledný                                     | 2014       |